# Agincourt (Schiff, 1868)
Die HMS Agincourt war eine Panzerfregatte der Minotaur-Klasse, die nach einem Entwurf von Isaac Watts 1861 für die Royal Navy gebaut wurde.

## Geschichte
Die Agincourt, benannt nach dem Sieg der Engländer unter Henrich V. gegen Frankreich in der Schlacht von Azincourt 1415, wurde ursprünglich als Captain geordert, aber während des Baues in Agincourt umbenannt. Sie wurde am 30. Oktober 1861 in der Schiffswerft von Cammell Laird in Birkenhead auf Kiel gelegt. Am 27. März 1865 fand der Stapellauf statt und im Juni 1868 wurde sie in Dienst gestellt, jedoch auf Grund von häufigen Detailänderungen in ihrem Entwurf sowie Tests mit Bewaffnung und Takelage erst am 19. Dezember fertig gestellt. Der erste Auftrag der Agincourt war, zusammen mit der Northhumberland ein Schwimmdock von England nach Madeira zu schleppen, wo es von Warrior und Black Prince übernommen und weiter nach Bermuda geschleppt wurde. Die Schiffe lichteten die Anker und verließen die Nore-Sandbank am 23. Juni 1869. Nach ihrer Rückkehr wurde die Agincourt der Kanalflotte unterstellt und diente dort Konteradmiral Henry Chads als Flaggschiff, bis sie 1873 einer Überholung unterzogen wurde.

### 1871 Strandung vor Gibraltar

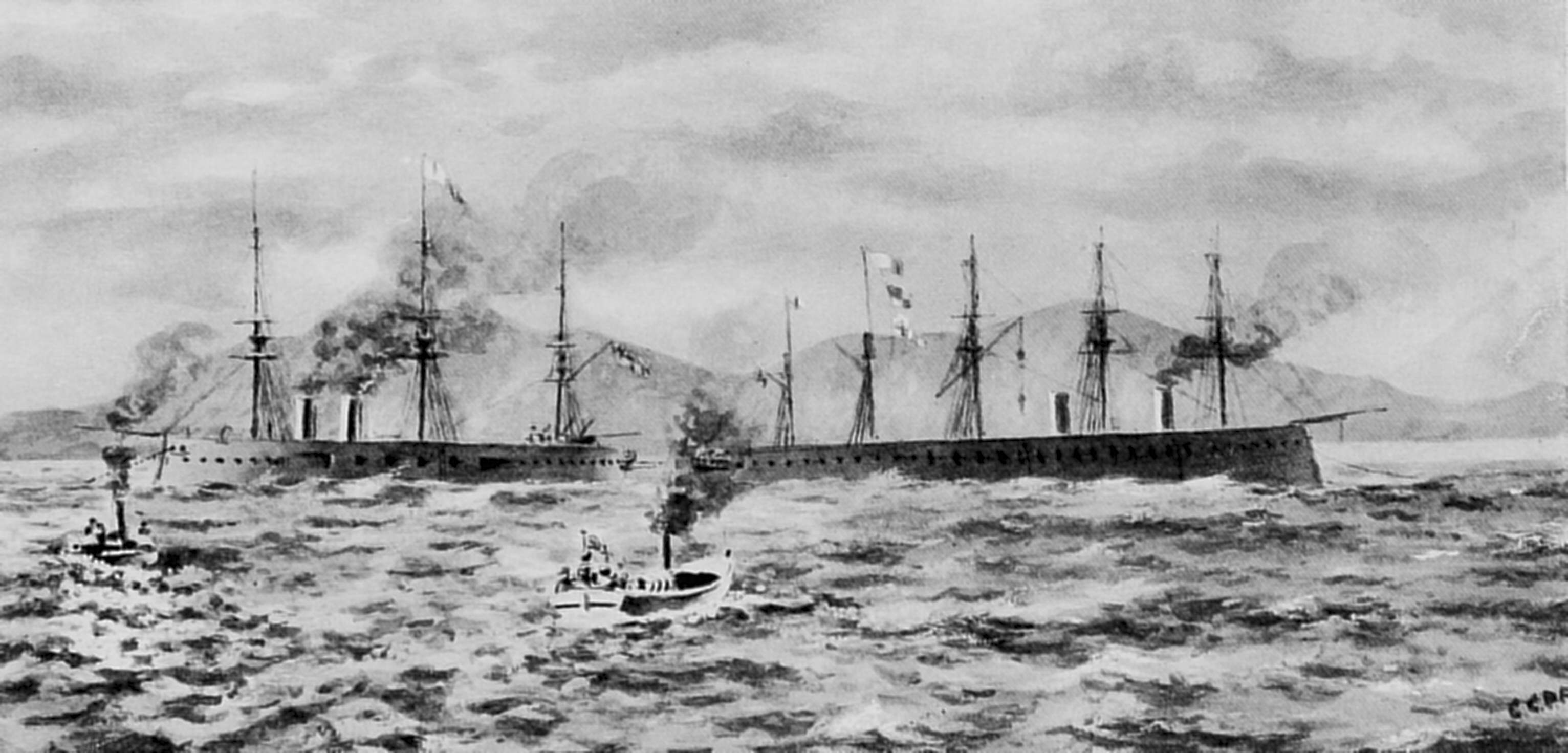
Die Agincourt wird von der Hercules abgeschleppt

Am 1. Juli 1871 kam es zu einer Beinahe-Katastrophe, als die Agincourt zusammen mit sechs anderen Schiffen der Kanalflotte in Richtung Atlantik dampfte. Entgegen der üblichen Praxis, bei der das ältere Flaggschiff die küstennahe Schiffsgruppe leitet, führte die Agincourt diese an und lief leicht seitlich auf einen Felsen in der südwestlichen Ecke der Bucht auf Grund, als der Navigator des älteren Flaggschiffs es versäumte, den Tidenhub auszugleichen. Die Warrior, die ihr unmittelbar folgte, stieß fast mit ihr zusammen, konnte aber rechtzeitig ausweichen. Nur dank der Bemühungen der Hercules, eines anderen Schiffes des Geschwaders, konnte ein Sinken verhindert werden. Zunächst sollte die Agincourt nur auf einem Felsvorsprung vom Kiel bis zum ersten Bilgenstück auf der Steuerbordseite unter dem zweiten Mast ruhen. Bei weiteren Untersuchungen entdeckte man einen zweiten und viel gefährlicheren Felsen, der den Rumpf im Maschinenraum auf Höhe des hinteren Zylinders durchstoßen hatte. Sowohl der Flottenkommandant Konteradmiral Henry Chads als auch Kapitän Henry Hamilton Beamish wurden infolge des Vorfalls ihres Kommandos enthoben. Das Schiff wurde in Devonport für 1.195 Pfund repariert und Kapitän J. O. Hopkins übernahm im September das Kommando mit Commander Charles Penrose-Fitzgerald als ausführendem Offizier. Hopkins kommentierte später: „Wir haben die Agincourt vom lautesten und am schlechtesten disziplinierten Schiff des Geschwaders in das ruhigste und eleganteste verwandelt.“

### Russisch-Türkischer Krieg 1877–1878
Während des Russisch-Türkischen Krieges von 1877 bis 1878 befürchtete die Regierung in London, dass die Russen auf die osmanische Hauptstadt Konstantinopel vorrücken könnten, und beauftragte Hornby mit der Bildung eines Eingreifgeschwaders, um am Bosporus Flagge zu zeigen und jede russische Bedrohung abzuwehren. Hornby traf am 18. März in Malta ein und übernahm das Kommando. Als die russische Armee im Februar 1878 bis auf Schlagdistanz an Konstantinopel herangekommen war, erhielt Hornby den Befehl, die Flotte durch die Dardanellen zu führen. Der türkische Gouverneur und die türkische Regierung legte formalen Protest ein. Man unternahm jedoch keinen Versuch, sich der Durchfahrt zu widersetzen, obwohl Hornby durchaus bereit war, notfalls Gewalt anzuwenden.

### Verbleib
Das Schiff war bis 1889 Teil der Kanalflotte, wurde im gleichen Jahr erneut ausgemustert und verblieb als Schiff der Reserve in Portsmouth. 1893 wurde die Agincourt nach Portland gebracht, wo es als Übungsschiff diente. Das Schiff wurde zweimal umbenannt: einmal im März 1904 in Boscawen III und ein zweites Mal 1905 in Ganges II, als es nach Harwich überführt wurde. 1909 wurde sie nach Sheerness gebracht, wo sie bis zu ihrer Verschrottung 1960 als Kohlehulk eingesetzt wurde.

## Technik
Die drei Panzerfregatten der Minotaur-Klasse waren im Wesentlichen vergrößerte Versionen des Panzerschiffs Achilles mit stärkerer Bewaffnung, Panzerung und leistungsfähigerem Antrieb. Die Fregatten behielten den Grundriss ihres Vorgängers bei, waren aber an den Seiten vollständig gepanzert, um die 50 Kanonen zu schützen, die sie tragen sollten. Auch ihr pflugförmiger Rammsporn war stärker dimensioniert als der der Achilles.
Das Schiff hatte eine Gesamtlänge von 124 m, eine Breite von 18,10 m und einen Tiefgang von 8,20 m. Die Verdrängung lag zwischen 10.797 t und 10.971 t.

### Antrieb

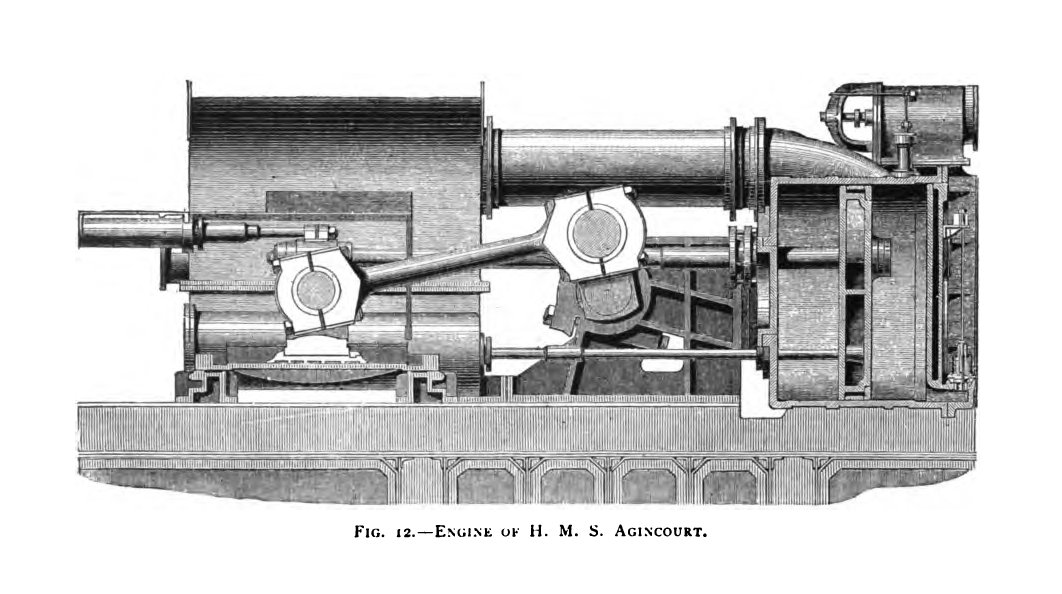
Dampfmaschine der Agincourt

Die Agincourt war mit einer Zwei-Zylinder-Rücklaufpleuel-Dampfmaschine ausgestattet, die eine Welle antrieb und insgesamt 4.426 PS (3.300 kW) entwickelten, mit der sie eine Höchstgeschwindigkeit von 14,8 Knoten (26 km/h) ermöglichte. Der Dampf wurde von zehn Großraumwasserkesseln geliefert. Das Schiff konnte maximal 760 t Kohle mitführen, was ihr bei 7,5 Knoten (14 km/h) eine Reichweite von 1500 Seemeilen (2800 km) ermöglichte. Die Besatzung des Schiffes bestand aus 800 Offizieren und Mannschaft.
Die Agincourt war als Fünfmast-Vollschiff getakelt und hatte eine Segelfläche von 3.008 m². Da die Schiffsschraube im Gegensatz zu Schiffen wie z. B. der Prince-Consort-Klasse
nicht in das Heck des Schiffes hochgezogen werden, sondern lediglich der Kraftfluss unterbrochen werden konnte, war es nicht möglich, unter Segeln mehr als 9,5 Knoten Fahrt zu machen. Nach ihrer Ausmusterung 1893 wurden zwei ihrer Masten entfernt und sie zur Bark umgerüstet.

### Bewaffnung
Die Bewaffnung der Schiffe der Minotaur-Klasse bestand aus vier 229-mm-Vorderladergeschützen mit gezogenem Lauf sowie vierundzwanzig 180-mm-Vorderladergeschützen (ebenfalls mit gezogenem Lauf). Die 23 Tonnen schwere 229-mm-Kanone verschoss Granaten mit einem Gewicht von 115,20 kg. Die Mündungsgeschwindigkeit betrug 430 m/s und konnte eine 287 mm dicke Schmiedeeisenpanzerung durchschlagen. Das 180-mm-Geschütz wog 6,60 t und verschoss eine 50,80 kg schwere Granate. Diese war in der Lage, eine 196-mm-Panzerung zu durchdringen. 1875 wurden die Schiffe der Minotaur-Klasse mit einer einheitlichen Bewaffnung von siebzehn 229-mm-Kanonen aufgerüstet, vierzehn auf dem Hauptdeck, zwei vordere Verfolgerkanonen und eine hintere Verfolgerkanone. Die Geschützpforten mussten von Hand vergrößert werden, um die größeren Geschütze unterzubringen, was jeweils 250 £ kostete. Um 1883 ersetzten zwei 152-mm-Hinterladerkanonen zwei der 229-mm-Vorderladerkanonen. Von 1891 bis 1892 wurden vier 120-mm-Schnellfeuergeschütze, acht 3-pounder-Hotchkiss-Schnellfeuergeschütze, acht Maschinengewehre sowie zwei Torpedorohre installiert.

### Panzerung
Die gesamte Seite der Schiffe der Minotaur-Klasse war durch eine schmiedeeiserne Panzerung geschützt, die sich mit Ausnahme eines Teils des Bugs zwischen dem Ober- und dem Hauptdeck von 140 mm achtern und Bug auf 114 mm mittschiffs verjüngte. Die Panzerung bot Schutz bis 1,80 m unter die Wasserlinie. Ein einzelnes 139-mm-Querschott sicherte die vorderen Verfolgerkanonen auf dem Oberdeck. Zusätzlich war die Panzerung mit 254 mm Teakholz unterlegt.